# Copa da Nigéria de Futebol
Challenge Cup é o principal torneio eliminatório do futebol masculino de Nigéria. Ela é organizada pela Federação Nigeriana de Futebol.

## Campeões

### War Memorial Challenge Cup
| Temporada | Campeón        | Resultado        | Finalista    |
| --------- | -------------- | ---------------- | ------------ |
| 1942      | ZAC Bombers    | 1 - 0            | Services     |
| 1943      | Lagos Marine   | 3 - 2            | RAF          |
| 1944      | Lagos Railways | 2 - 0            | Marine       |
| 1945      | Lagos Railways | 1 - 1 (4-1 pen.) | Lagos United |

### Copa del Gobernador
| Temporada | Campeón            | Resultado | Finalista         |
| --------- | ------------------ | --------- | ----------------- |
| 1945      | Marine             | 1 - 0     | Corinthians       |
| 1946      | Lagos Railways(1)  | 3 - 1     | Port Harcourt FC  |
| 1947      | Marine             | 3 - 1     | Lagos Railways    |
| 1948      | Lagos Railways(2)  | 1 - 0     | Warri             |
| 1949      | Lagos Railways(3)  | 3 - 0     | Port Harcourt FC  |
| 1950      | Lagos UAC          | 3 - 2     | Port Harcourt FC  |
| 1951      | Lagos Railways (4) | 3 - 2     | Mighty Jets (Jos) |
| 1952      | Lagos PAN Bank     | 6 - 0     | Warri (Mid-West)  |
| 1953      | Kano Pillars (1)   | 2 - 1     | Lagos Dynamos     |

### Copa de la Federación de Nigeria
| Temporada | Campeón            | Resultado | Finalista            |
| --------- | ------------------ | --------- | -------------------- |
| 1954      | Calabar            | 3 - 0     | Kano Pillars         |
| 1955      | Port Harcourt FC   | 4 - 1     | Warri                |
| 1956      | Lagos Railways (5) | 3 - 1     | Warri                |
| 1957      | Lagos Railways (6) | 5 - 1     | Zaria                |
| 1958      | Port Harcourt FC   | 6 - 0     | Federal United       |
| 1959      | Shooting Stars(1)  | 1 - 0     | Lagos Police Machine |

### Nigeria Challenge Cup
| Temporada | Campeão               | Resultado         | Finalista          |
| --------- | --------------------- | ----------------- | ------------------ |
| 1960      | Lagos ECN             | 5 - 2             | Ibadan Lions       |
| 1961      | Shooting Stars(2)     | 1 - 0             | Lagos UAC          |
| 1962      | Lagos Police Machine  | 1 - 0             | Mighty Jets (Jos)  |
| 1963      | Port Harcourt FC      | 1 - 0             | Mighty Jets (Jos)  |
| 1964      | Lagos Railways (7)    | 3 - 1             | Mighty Jets (Jos)  |
| 1965      | Lagos ECN             | 3 - 1             | Mighty Jets (Jos)  |
| 1966      | Shooting Stars(3)     | venció a          | Mighty Jets (Jos)  |
| 1967      | Stationery Stores(1)  | 3 - 1             | Mighty Jets (Jos)  |
| 1968      | Stationery Stores(2)  | 3 - 1             | Warri              |
| 1969      | Shooting Stars (4)    | 5 - 1             | Warri              |
| 1970      | Lagos ECN             | 3 - 1             | Mighty Jets (Jos)  |
| 1971      | Shooting Stars FC (5) | 2 - 1             | Enugu Rangers      |
| 1972      | Bendel Insurance (1)  | 2 - 2 (3-2 pen.)  | Mighty Jets (Jos)  |
| 1973      | Copa no disputada     | Copa no disputada | Copa no disputada  |
| 1974      | Enugu Rangers(1)      | 2 - 0             | Mighty Jets (Jos)  |
| 1975      | Enugu Rangers(2)      | 1 - 0             | Shooting Stars FC  |
| 1976      | Enugu Rangers (3)     | 2 - 0             | Alyufsalam Rocks   |
| 1977      | Shooting Stars(6)     | 2 - 0             | Racca Rovers       |
| 1978      | Bendel Insurance (2)  | 3 - 0             | Enugu Rangers      |
| 1979      | Shooting Stars (7)    | 2 - 0             | Sharks FC          |
| 1980      | Bendel Insurance(3)   | 1 - 0             | Stationery Stores  |
| 1981      | Enugu Rangers(4)      | 2 - 0             | Bendel Insurance   |
| 1982      | Stationery Stores(3)  | 4 - 1             | Niger Tornadoes    |
| 1983      | Enugu Rangers ((5)    | 0 - 0 (5-4 pen.)  | DIC Bees           |
| 1984      | Leventis United (1)   | 1 - 0             | Abiola Babes       |
| 1985      | Abiola Babes (1)      | 0 - 0 (6-5 pen.)  | BCC Lions          |
| 1986      | Leventis United (2)   | 1 - 0             | Abiola Babes       |
| 1987      | Abiola Babes (2)      | 1 - 1 (7-6 pen.)  | Enugu Rangers      |
| 1988      | Heartland(1)          | 3 - 0             | Flash Flamingoes   |
| 1989      | BCC Lions(1)          | 1 - 0             | Heartland          |
| 1990      | Stationery Stores(4)  | 0 - 0 (5-4 pen.)  | Enugu Rangers      |
| 1991      | El-Kanemi Warriors    | 3 - 2             | Kano Pillars       |
| 1992      | El-Kanemi Warriors    | 1 - 0             | Stationery Stores  |
| 1993      | BCC Lions (2)         | 1 - 0             | Plateau United     |
| 1994      | BCC Lions (3)         | 1 - 0             | Julius Berger      |
| 1995      | Shooting Stars (8)    | 2 - 0             | Katsina United     |
| 1996      | Julius Berger(1)      | 1 - 0             | Katsina United     |
| 1997      | BCC Lions(4)          | 1 - 0             | Katsina United     |
| 1998      | Wikki Tourists FC     | 0 - 0 (3-2 pen.)  | Plateau United     |
| 1999      | Plateau United (1)    | 1 - 0             | Heartland          |
| 2000      | Niger Tornadoes       | 1 - 0             | Enugu Rangers      |
| 2001      | Dolphin FC(1)         | 2 - 0             | El-Kanemi Warriors |
| 2002      | Julius Berger(2)      | 3 - 0             | Lobi Stars         |
| 2003      | Lobi Stars(1)         | 2 - 0             | Sharks FC          |
| 2004      | Dolphin FC(2)         | 1 - 0             | Enugu Rangers      |
| 2005      | Enyimba (1)           | 1 - 1 (6-5 pen.)  | Lobi Stars         |
| 2006      | Dolphin FC(3)         | 2 - 2 (5-3 pen.)  | Bendel Insurance   |
| 2007      | Dolphin FC(4)         | 1 - 1 (3-2 pen.)  | Enugu Rangers      |
| 2008      | Ocean Boys(1)         | 2 - 2 (7-6 pen.)  | Gombe United FC    |
| 2009      | Enyimba (2)           | 1 - 0             | Sharks FC          |
| 2010      | Kaduna United         | 3 - 3 (3-2 pen.)  | Enyimba            |
| 2011      | Heartland(2)          | 1 - 0             | Enyimba            |
| 2012      | Heartland(3)          | 2 - 1             | Lobi Star          |
| 2013      | Enyimba (3)           | 2 - 2 (5-4 pen.)  | Warri Wolves       |
| 2014      | Enyimba(4)            | 2 - 1             | Dolphin            |
| 2015      | Akwa United (1)       | 2 - 1             | Lobi Stars         |
| 2016      | Ifeanyi Ubah FC       | 0 - 0 (5-4 pen.)  | Nasarawa United    |
| 2017      | Akwa United(2)        | 0 - 0 (3-2 pen.)  | Niger Tornadoes    |
| 2018      | Enugu Rangers         | 3 - 3 (4-2 p)     | Kano Pillars       |
| 2019      | Kano Pillars          | 0 - 0 (4-3 p)     | Niger Tornadoes    |

## Títulos por clubes
| Clube              | N° | Ano                                             |
| ------------------ | -- | ----------------------------------------------- |
| Shooting Stars     | 8  | 1959, 1961, 1966, 1969, 1971, 1977, 1979, 1995. |
| Lagos Railways     | 7  | 1943, 1944, 1945, 1946, 1948, 1949, 1951.       |
| Enugu Rangers      | 6  | 1974, 1975, 1976, 1981, 1983, 2018.             |
| BCC Lions          | 4  | 1989, 1993, 1994, 1997.                         |
| Dolphins           | 4  | 2001, 2004, 2006, 2007.                         |
| Enyinba            | 4  | 2005, 2009, 2013, 2014.                         |
| Stationery Stores  | 4  | 1967, 1968, 1982, 1990.                         |
| Bendel Insurance   | 3  | 1972, 1978, 1980.                               |
| Heartland          | 3  | 1988, 2011, 2012.                               |
| Lagos ECN          | 3  | 1960, 1965, 1970.                               |
| Port Harcourt      | 3  | 1955, 1958, 1963.                               |
| Abiola Babes       | 2  | 1985, 1987.                                     |
| Akwa United        | 2  | 2015, 2017.                                     |
| El-Kanemi Warriors | 2  | 1991, 1992.                                     |
| Julius Berger      | 2  | 1996, 2002.                                     |
| Leventis United    | 2  | 1984, 1986.                                     |
| Marine             | 2  | 1945, 1947.                                     |
| Kano Pillars       | 2  | 1953, 2019                                      |
| Calabar            | 1  | 1954                                            |
| Ifeanyi Ubah       | 1  | 2016                                            |
| Kaduna United      | 1  | 2010                                            |
| Lagos PAN Bank     | 1  | 1952                                            |
| Lagos UAC          | 1  | 1950                                            |
| Lobi Stars         | 1  | 2003                                            |
| Niger Tornadoes    | 1  | 2000                                            |
| Ocean Boys         | 1  | 2008                                            |
| Plateau United     | 1  | 1999                                            |
| Police             | 1  | 1962                                            |
| Wikki Tourists     | 1  | 1998                                            |